# Булгаков, Николай Александрович
Никола́й Алекса́ндрович Булга́ков (1867 — 1931) — русский и советский физик.

## Биография
Родился в 1867 году.
В 1889 году окончил физико-математический факультет Санкт-Петербургского университета и всю свою жизнь преподавал в нём; в 1897—1911 гг. — приват-доцент, в 1911—1913 гг. — экстраординарный профессор, в 1913—1915 гг. — ординарный профессор, в 1915—1928 гг. — профессор кафедры физики и физической географии. В 1928—1930 гг. он был сверхштатным профессором кафедры геофизики.
В 1895 году защитил магистерскую диссертацию «О распространении электрических колебаний вдоль проволоки, помещенной в изотропной и анизотропной среде». В 1904 году после защиты диссертации «Решение задачи о намагничивании кольца в однородном магнитном поле, с приложением к некоторым вопросам электротехники и к вопросу о девиации компаса» получил степень доктора физики.
С 1 июля 1893 по 4 сентября 1901 года был преподавателем Санкт-Петербургской духовной семинарии; в 1899—1903 годах был преподавателем Женских педагогических курсов. С 1 сентября 1898 года преподавал в Технологическом институте, сначала в качестве преподавателя по вольному найму, а с 1901 года как штатный преподаватель читал курс об электричестве. С 1901 по 1916 годы был профессором физики Бестужевских курсов.
Был редактором физической части Журнала русского физико-химического общества. Работал в Морском техническом комитете с 17 мая 1906 года.

## Награды
- орден Св. Станислава 3-й ст.(06.05.1899)
- орден Св. Анны 3-й ст. (01.01.1903)
- орден Св. Станислава 2-й ст (01.01.1906)
- орден Св. Анны 2-й ст. (01.01.1909)
- орден Св. Владимира 4-й ст. (1913)
- светло-бронзовая медаль в честь трёхсотлетия дома Романовых
- серебряная медаль для на Александровской ленте для ношения в петлице в память императора Александра III (26.02.1896)
- премия митрополита Макария за труды в области физики размером 1000 рублей (16.09.1906)